# WaterML
WaterML ist als Auszeichnungssprache (eine maschinenlesbare Sprache) ein technischer Standard und ein Informationsmodell zur Darstellung hydrologischer Zeitreihenanalysen.
Die aktuelle Version ist WaterML 2.0, WaterML ist ein offener Standard des Open Geospatial Consortium (OGC). WaterML wurde im September 2012 von der US Federal Geographic Data Comitee (FGDC) als offizieller OGC-Standard akzeptiert und als ISO-Standard vorgeschlagen.

## Versionen

### WaterML 1.0
Version 1.0 von WaterML wurde 2009 vom Konsortium der Universitäten zur Förderung der hydrologischen Wissenschaft veröffentlicht. WaterML 1.0 und 1.1 ist ein XML-Austauschformat, das speziell für die Verwendung in den USA entwickelt wurde.

### WaterML 2.0
Version 2.0 markiert eine Harmonisierung mit verschiedenen Formaten aus verschiedenen Organisationen und Ländern, einschließlich des australischen Wasserdatenübertragungsformats, WaterML 1.0 aus den USA, XHydro aus Deutschland und bestehenden OGC-Formaten. Es wurde von der World Meteorological Organization (WMO) zur Annahme vorgeschlagen.

## Eigenschaften
WaterML 2.0 nutzt bestehende OGC-Standards, vor allem Observations and Measurements (O&M) und die Geography Markup Language (GML). Dadurch wird die Konsistenz und Interoperabilität mit anderen Standards und Webdiensten verbessert. Durch die Verwendung des O&M-Standards definiert WaterML 2.0 Typen, die eine Standarddefinition der Kerneigenschaften von hydrologischen Zeitreihen ermöglichen, einschließlich:
- Beobachtetes Phänomen
- Räumlicher Kontext
- Zeitliche Begrenzungen
- Verfahren zur Erzeugung der Zeitreihe (z. B. Rohdaten von einem Sensor)
- Ergebnisspezifische Metadaten, wie Zeitreihenqualifizierer, Interpolationstypen, Kommentare, Qualitätscodes usw.
- Überwachungspunkte
- Sammlungen von verwandten Objekten
- Vokabularien für domänenspezifische Begriffe

Das Kerninformationsmodell ist unter Verwendung der Unified Modelling Language definiert, was Flexibilität bei der Erstellung implementierungsspezifischer Kodierungen ermöglicht. Der Standard definiert eine GML-konforme XML-Kodierung, die die Verwendung mit OGC Webservices ermöglicht. Mit WaterML sind auch Zeitreihen von z. B. Bildern nun möglich.